# Pont-Cardinet (Métro Paris)
Pont-Cardinet ist der Name einer unterirdischen Station der Linie 14 der Pariser Métro. Sie liegt im Nordwesten von Paris. Die Station ist Teil der Verlängerung der Linie 14 bis Saint-Denis – Pleyel und befindet sich im neu entstandenen Viertel Clichy-Batignolles unter dem Parc Clichy-Batignolles – Martin-Luther-King.
Die Eröffnung der Station fand am 14. Dezember 2020 statt. Sie ist Teil der Verlängerung um fünf Stationen von Saint-Lazare bis Saint-Denis – Pleyel, welche ein neuer Knotenpunkt des ÖPNV im Pariser Norden wird. Dort werden sich die Metrolinien 14, 15, 16 und 17 treffen (Inbetriebnahme 2024). Baubeginn hierfür war 2014.
Es besteht eine Umsteigemöglichkeit zum Bahnhof Pont-Cardinet des Transilien L. Darüber hinaus ist geplant, dass der Transilien J später ebenfalls einen Haltepunkt an der Station Pont-Cardinet haben wird.